# 西恒次郎
西 恒次郎（にし こうじろう、1889年（明治22年）11月 - 1971年（昭和46年）2月）は、日本の医師。倫理哲学者西晋一郎の弟。

## 経歴
鳥取県鳥取市出身。士族西昇蔵の二男。
第七高等学校造士館を経て、1915年（大正4年）に東京帝国大学医科大学医学科を卒業、副手となって母校で研修し、その傍ら駒込病院に3年間勤務した。
1918年（大正7年）5月、新潟県吉田病院長として赴任した。
1926年（大正15年）5月、京都府綾部町の郡是製糸の郡是病院長となり、1948年（昭和23年）まで勤務した。

## 家族
- 妻 清子（医師佐々木半一の二女、坪井省の孫）

## 系譜
西家
分知家医師の西家の初代は西恕庵といい、明和6年（1769年）鳥取藩西分知家四代池田定得に召抱えられた。四代目の昇蔵は武士となって廃藩をむかえた。
```
　　
　　　　　　　　　　　　　　　　　　　　　┏信蔵
　　　　　　　　　　　　　　　┏晋一郎━━┫　　　
恕庵━━恕庵━━柳庵━━昇蔵━┫　　　　　┗順蔵
　　　　　　　　　　　　　　　┗恒次郎
　　　　　　　　　　　　　　　　　┣━━━━禄郎
　　　　　　　　　　佐々木半市━清子

```